# Pelota basca nos Jogos Pan-Americanos de 2019 - Mão individual frontón masculino
A categoria mão individual frontón masculino foi disputada nas competições da pelota basca nos Jogos Pan-Americanos de 2019, em Lima. Foi realizada em Villa María del Triunfo de 4 a 10 de agosto.

## Calendário
Horário local (UTC-5).
| Data         | Horário | Fase                |
| ------------ | ------- | ------------------- |
| 4 de agosto  | 10:01   | Fase de grupos      |
| 7 de agosto  | 10:00   | Semifinais          |
| 9 de agosto  | 10:01   | Disputa pelo bronze |
| 10 de agosto | 16:15   | Final               |

## Medalhistas
| Ouro   | MEX David Alvarez       |
| Prata  | CUB Dariel Leiva Nelson |
| Bronze | BRA Filipe Otheguy      |

## Resultados

### Fase preliminar
A fase preliminar consistiu em dois grupos, onde cada atleta enfrentou outros dois do mesmo grupo uma vez. Ao final da fase, os dois primeiros de cada grupo enfrentaram-se nas semifinais, com os vencedores disputando a final e os perdedores, o bronze.

#### Grupo A
| Pos | Equipe                       | J | V | D | GP | GC | SG  | Pts |
| --- | ---------------------------- | - | - | - | -- | -- | --- | --- |
| 1   | México (MEX) David Alvarez   | 2 | 2 | 0 | 40 | 4  | +36 | 6   |
| 2   | Brasil (BRA) Filipe Otheguy  | 2 | 1 | 1 | 26 | 36 | −10 | 4   |
| 3   | Uruguai (URU) Richard Airala | 2 | 0 | 2 | 18 | 44 | −26 | 2   |

Horário local (UTC-5).
| 4 de agosto 10:01 Relatório | David Alvarez | 2–0 | Filipe Otheguy | Centro de Esportes de Villa María del Triunfo Árbitro(s): Rolando Antonio Casteleiro (CUB) |
| 4 de agosto 10:01 Relatório | (10–2, 10–0)  |     |                | Centro de Esportes de Villa María del Triunfo Árbitro(s): Rolando Antonio Casteleiro (CUB) |

| 5 de agosto 10:01 Relatório | David Alvarez | 2–0 | Richard Airala | Centro de Esportes de Villa María del Triunfo Árbitro(s): Roberto Andrés Jara (CHI) |
| 5 de agosto 10:01 Relatório | (10–2, 10–0)  |     |                | Centro de Esportes de Villa María del Triunfo Árbitro(s): Roberto Andrés Jara (CHI) |

| 6 de agosto 10:00 Relatório | Filipe Otheguy    | 2–1 | Richard Airala | Centro de Esportes de Villa María del Triunfo Árbitro(s): Rolando Antonio Casteleiro (CUB) |
| 6 de agosto 10:00 Relatório | (10–4, 9–10, 5-2) |     |                | Centro de Esportes de Villa María del Triunfo Árbitro(s): Rolando Antonio Casteleiro (CUB) |

#### Grupo B
| Pos | Equipe                         | J | V | D | GP | GC | SG  | Pts |
| --- | ------------------------------ | - | - | - | -- | -- | --- | --- |
| 1   | Cuba (CUB) Dariel Leiva Nelson | 2 | 2 | 0 | 40 | 8  | +32 | 6   |
| 2   | Bolívia (BOL) Josias Bazo      | 2 | 1 | 1 | 25 | 29 | −4  | 4   |
| 3   | Peru (PER) Jesús Quinto        | 2 | 0 | 2 | 12 | 40 | −28 | 2   |

Horário local (UTC-5).
| 4 de agosto 10:38 Relatório | Josias Bazo  | 0-2 | Dariel Leiva Nelson | Centro de Esportes de Villa María del Triunfo Árbitro(s): Dardo Heber Ferreira (URU) |
| 4 de agosto 10:38 Relatório | (4-10, 1–10) |     |                     | Centro de Esportes de Villa María del Triunfo Árbitro(s): Dardo Heber Ferreira (URU) |

| 5 de agosto 10:26 Relatório | Josias Bazo  | 2-0 | Jesús Quinto | Centro de Esportes de Villa María del Triunfo Árbitro(s): Dardo Heber Ferreira (URU) |
| 5 de agosto 10:26 Relatório | (10-3, 10-6) |     |              | Centro de Esportes de Villa María del Triunfo Árbitro(s): Dardo Heber Ferreira (URU) |

| 6 de agosto 11:05 Relatório | Dariel Leiva Nelson | 2-0 | Jesús Quinto | Centro de Esportes de Villa María del Triunfo Árbitro(s): Pedro López (MEX) |
| 6 de agosto 11:05 Relatório | (10-2, 10-1)        |     |              | Centro de Esportes de Villa María del Triunfo Árbitro(s): Pedro López (MEX) |

### Semifinais
| 7 de agosto 10:00 Relatório | David Alvarez | 2-0 | Josias Bazo | Centro de Esportes de Villa María del Triunfo Árbitro(s): Alejandro Varela (URU) |
| 7 de agosto 10:00 Relatório | (10-0, 10-2)  |     |             | Centro de Esportes de Villa María del Triunfo Árbitro(s): Alejandro Varela (URU) |

| 7 de agosto 10:35 Relatório | Dariel Leiva Nelson | 2-0 | Filipe Otheguy | Centro de Esportes de Villa María del Triunfo Árbitro(s): Pedro López (MEX) |
| 7 de agosto 10:35 Relatório | (10-4, 10-0)        |     |                | Centro de Esportes de Villa María del Triunfo Árbitro(s): Pedro López (MEX) |

### Disputa do bronze
| 9 de agosto 10:01 Relatório | Josias Bazo  | 0-2 | Filipe Otheguy | Centro de Esportes de Villa María del Triunfo Árbitro(s): Alejandro Varela (URU) |
| 9 de agosto 10:01 Relatório | (6-10, 3-10) |     |                | Centro de Esportes de Villa María del Triunfo Árbitro(s): Alejandro Varela (URU) |

### Disputa do ouro
| 10 de agosto 16:15 Relatório | David Alvarez | 2-0 | Dariel Leiva Nelson | Centro de Esportes de Villa María del Triunfo Árbitro(s): Alejandro Varela (URU) |
| 10 de agosto 16:15 Relatório | (10-0, 10-0)  |     |                     | Centro de Esportes de Villa María del Triunfo Árbitro(s): Alejandro Varela (URU) |